# Johann Peter Uz
Johann Peter Uz (Ansbach, 3 ottobre 1720 – Ansbach, 12 maggio 1796) è stato un poeta tedesco.

## Biografia
Studiò legge dal 1739 al 1743 nell'Università di Halle dove conobbe i poeti Johann Ludwig Gleim e Johann Nikolaus Götz, traducendo con quest'ultimo le odi di Anacreonte nel 1746. Dal 1748 Uz fu per dodici anni segretario non retribuito nel Justizcollegium; nel 1763 fu assessore nella corte imperiale di giustizia di Norimberga, nel 1790 ne fu giudice e, con l'annessione della città di Ansbach alla Prussia, il 2 dicembre 1791, entrò nella magistratura prussiana e, poco dopo essere stato nominato giudice territoriale, morì ad Ansbach.
Scrisse liriche nello stile della "scuola di Halle", il gruppo di poeti che raccoglieva tra le sue file Gleim e Gotz, nel quale egli fu gratificato del soprannome di "Anacreonte", e odi patriottiche che esaltano la Prussia di Federico II, impegnata nelle guerre di successione. Pubblicò anonimamente le Lyrische Gedichte nel 1749, il Der Sieg des Liebesgottes nel 1753, in versi alessandrini, a imitazione del Ricciolo rapito di Alexander Pope, e il poema didattico Versuchiiber die Kunst stets frohlich zu sein nel 1760.

## Opere
- Seimtliche Poetische Werke, Lipsia, 1768